# Muzeul Național Secuiesc
Muzeul Național Secuiesc (în maghiară Székely Nemzeti Múzeum), din Sfântu Gheorghe, județul Covasna, a fost înființat în anul 1875, având ca scop declarat cercetarea și prezentarea comunității și a memoriei culturale regionale din Ținutul Secuiesc. Din 1879, instituția a devenit bun public al comunității secuiești. În prezent, acesta funcționează ca muzeu regional finanțat de Consiliul Județean Covasna. Alexandru Tzigara-Samurcaș, în calitate de inspector general al Muzeelor din România, a apreciat în 1929 că  Dintre toate muzeele provinciale din întinsul țării românești, pe lângă cele din Cluj, cel din Sf. Gheorghe este, fără îndoială, cel mai interesant și cel mai plin de surprize ...
Alexandru Tzigara-Samurcaș avea o legătură sufletească cu acest muzeu, deoarece în Primul Război Mondial, regele Ferdinand I al României l-a trimis cu împuternicirea de a instala o gardă militară la Muzeul Național Secuiesc, ca să salveze colecțiile ce începuseră a fi descompletate, în imprejurările tulburi ale conflagrației. După retragerea trupelor române, guvernul maghiar i-a trimis suveranului român, pe căi diplomatice, o scrisoare de mulțumire, în care se exprima recunoștința pentru salvarea patrimoniului muzeului, scrisoare ce se păstrează în arhiva Muzeului din Sfântu Gheorghe.
În 15 iunie 1953, când s-a înființat Instituția Arhivelor în județul Covasna, ca unitate subordonată Serviciului Regional al Regiunii Autonome Maghiare Mureș a Arhivelor Statului, o parte din fonduri au fost preluate prin transfer de la Muzeul raional (denumirea din acea vreme a Muzeului Național Secuiesc).

## Organizare

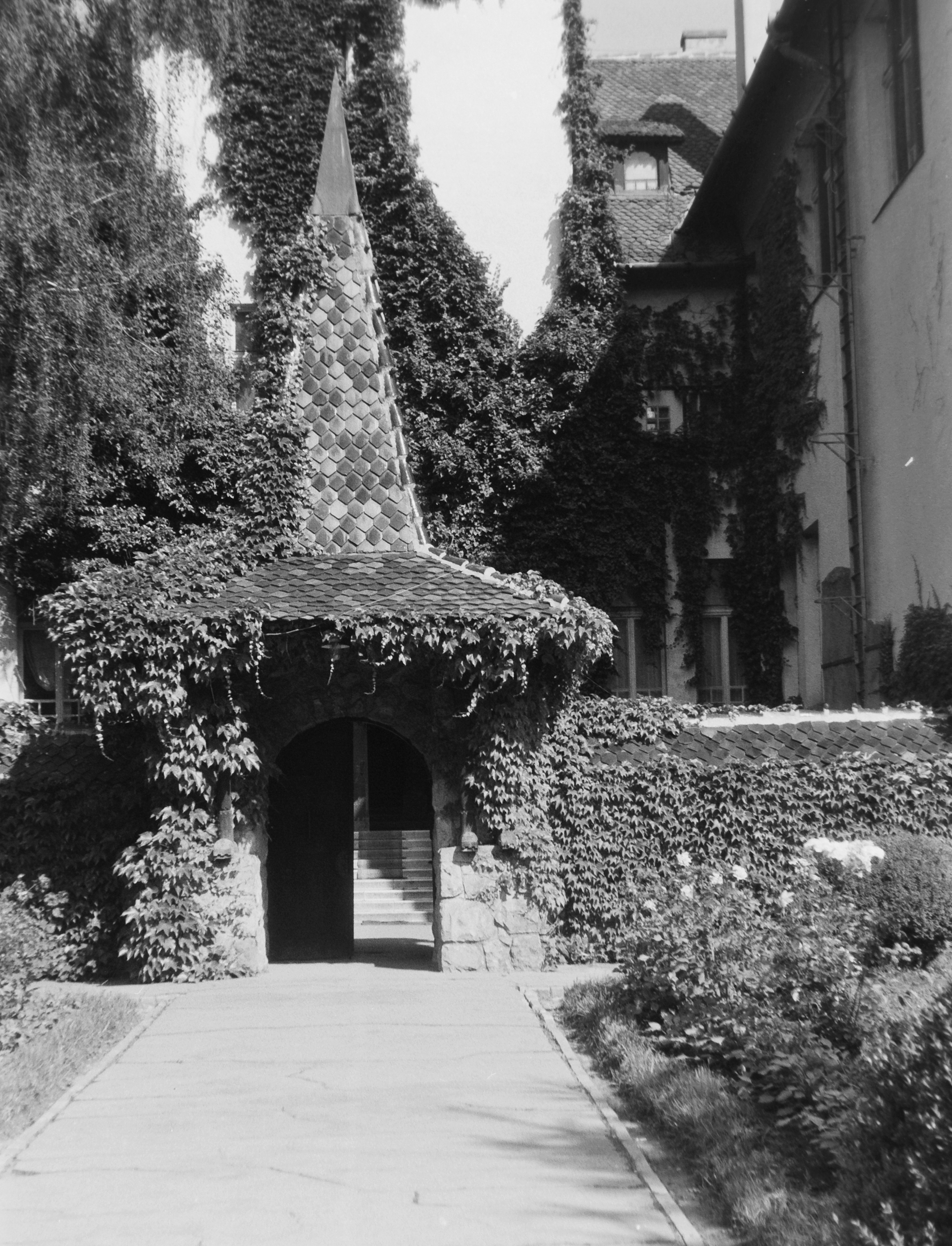
Intrarea în muzeu, în anul 1979

Muzeul posedă o serie de secții interne, găzduite în Str. Kós Károly nr. 10, din municipiul Sfântu Gheorghe, într-o clădire special construită în anul 1912, după planurile arhitectului Károly Kós, precum și câteva unități externe cu sediile în Sfântu Gheorghe, Târgu Secuiesc, Cernat, Baraolt și Zăbala.  

#### Secțiile interne
- Biblioteca, cu colecții de carte veche, arhiva presei de epocă și alte colecții speciale. Cel mai valoros obiect din patrimoniul bibliotecii este Codicele Apor,[6] care conține psalmi din prima traducere maghiară a Bibliei, realizată în secolul al XV-lea.
- Secția de științele naturii, care deține peste 60.000 de obiecte. Sunt expuse o colecție paleontologică de mamifere pliocene și cuaternare din Europa Centrală și de Est, o colecție de ciuperci din România, precum și colecția de fluturi „Diószeghy” cu peste 23.000 exemplare.
- Secția de arheologie-istorie are în păstrare peste 50.000 de obiecte, între care și mărturii privind rolul militar al secuimii în evul mediu, relicve din Revoluția de la 1848, mobilă și sticlă de valoare.
- Secția de etnografie, care deține peste 15.000 de obiecte. Semnificative sunt broderiile domnești din sec. XVII–XVIII, o colecție de cahle și de ceramică de proveniență habană, mobilă veche sculptată sau pictată, o colecție de jucării populare tradiționale. În exteriorul clădirii, în aer liber, se prezintă porți secuiești, stâlpi funerari sculptați, precum și o casă veche, din 1767, adusă din zona Ciuc, care este mobilată parțial cu piese originale.

#### Unități externe
- Galeria de Artă „Gyárfás Jenő, din Sfântu Gheorghe

Are sediul în clădirea „Bazarului” din centrul orașului Sfântu Gheorghe. Gestionează și expune sculpturi și grafică din sec. XIX–XX.
- Muzeul Breslelor „Incze László” din Târgu Secuiesc

Expune colecții și expoziții valoroase din istoria orașului, a breslelor și a meșteșugurilor. De exemplu, se prezintă atât utilaje de intervenție ale pompierilor din sec. XIX–XX, dar și o colecție de păpuși în port popular, „Zsuzsi și Andris”, cu peste 350 exponate.
- Muzeul Etnografic „Haszmann Pál” din Cernat

Este un muzeu etnografic în aer liber, care prezintă elemente din patrimoniul de arhitectură populară din județul Covasna, inclusiv stâlpi funerari de piatră și de lemn, precum și meșteșuguri populare tradiționale și expoziții de artă populară și de istorie locală. Are o colecție de mașini agricole prcum și una de sobe din fontă.
- Muzeul Depresiunii Baraolt din orașul Baraolt

Este axat pe obiecte din domeniul istoriei mineritului și breslelor, dar are și colecții de istorie locală. Deține și vase produse de glăjăriile din Ținutul Secuiesc și de olarilor din Bazinul Baraolt. Tot aici este expus și scheletul de mastodont, cu o vechime estimată de trei milioane de ani, descoperit în cariera de lignit de la Racoșul de Sus.

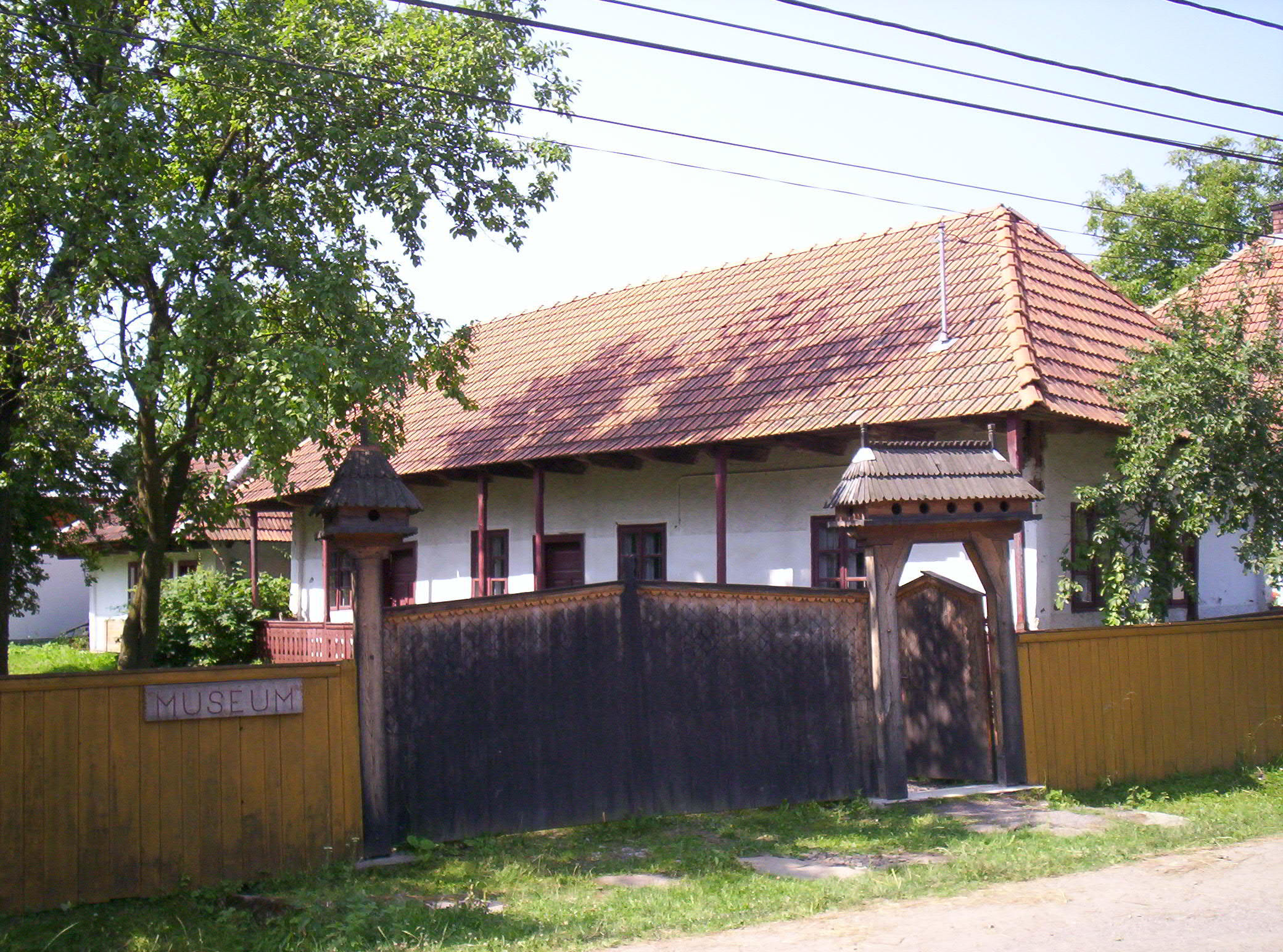
Muzeul Etnografic Ceangăiesc din Zăbala, Covasna

- Muzeul Etnografic Ceangăiesc din Zăbala

Expune o colecție de artă populară a maghiarilor (ceangăi) din Moldova și despre viața cotidiană a comunităților. Sunt prezentate porturi populare, produse meșteșugărești și interioare tradiționale, mobilate caracteristic comunităților din satele ceangăiești.

## Clasificare
Prin Legea nr. 311 din 8 iulie 2003 a muzeelor și a colecțiilor publice, Muzeul Național Secuiesc a fost inclus pe lista muzeelor de importanță națională.